# Федор Шили
Федор Шили (Београд, 6. јун 1983) српски је драматург и писац.

## Биографија
Дипломираo је драматургију на Академији уметности у класи Синише Ковачевића.
Сарадник је Нове Драме Народног Позоришта. Писао је за Лексикон Yу Митологије.
Превео је драме Сарадник Сајмона Бента и Побуна Јелене Кајго.
Он је радио као сарадник на сценарију на неколико краткометражних играних филмова.
Одрастао је у Оксфорду, где је завршио основну школу округа Ботли и средњу школу Метју Арнолд. Он је син математичара Ендреа Шили (Endre Süli).

## Награде
- Стеријина награда за текст савремене драме, за драму Чаробњак, 2013.[3][4]

## Дела
- Плодни дани, 17.03.2012, драматург, Београд, Атеље 212
- Слуга двају господара, 11.10.2012, драматург, Нови Сад, Српско народно позориште
- Слуга двају господара, 15.10.2012, драматург, Зрењанин, Народно позориште „Тоша Јовановић”
- Чаробњак, 14.02.2013, Сомбор, Народно позориште[5]
- Пети парк или Право на град, 11.07.2015, драматург, Београд, Битеф театар
- Евгеније Оњегин, 16.12.2017, драматург, Нови Сад, Позориште младих
- Ноћна стража, 29.03.2018, Београд, Атеље 212, 2018.[6]
- Лоранцачо, 28.05.2019, драматург, Југословенско драмско позориште[7]
- Читач, 24.10.2020, Београд, драматург, Београдско драмско позориште
- Рат и мир, 30.05.2022, Београд, драматург, Народно позориште у Београду
- Беснило, 10.03.2023, Сомбор, драматург, Народно позориште у Сомбору
- (Пра)фауст, 25.06.2023, Београд, драматург, Београдско драмско позориште
- Михаeл Колхас, 16.04.2024, Београд, драматург, Југословенско драмско позориште
- Достојевски - Мој живот, 14.04.2025, драматург, Народно позориште у Београду